# Статерийский период
Статерийский период (др.-греч. σταθερός — «устойчивый») — заключительный геологический период палеопротерозойской эры, продолжавшийся от 1800 до 1600 миллионов лет назад (хронометрическая датировка, не базирующаяся на стратиграфии). Первый период так называемого «Скучного миллиарда».
К этому периоду относятся наиболее ранние известные достоверные свидетельства присутствия эукариот.
Период характеризуется появлением новых платформ и окончательной кратонизацией складчатых поясов. Формируется суперконтинент Колумбия.